# 캠프 코이너
캠프 코이너(Camp Conier)는 용산 기지의 일부로서 북쪽 외곽에 위치하고 있다. 1953년 한국 전쟁 중에 은성 훈장을 수여받은 제7보병사단, 31보병연대, 3대대 소속 랜돌 코이너 소위(2nd Lieutenant Randall Coiner)의 이름을 딴 기지 이름이다. 일본 제국 육군으로부터 캠프 코이너의 통제권을 넘겨받아 기병 포병 부대의 기지로 썼었다.
2005년 6월 16일, 제17항공여단 본부가 해체되고 예하 부대는 미국 본토와 캠프 험프리스로 이전하였다. 2006년 7월에 제8헌병여단 본부와 제728헌병대대가 제8군에서 미국 태평양 육군 예하 제8전구지원사령부로 재배치되어 하와이주, 스코필드 막사로 옮겨졌다.

## 시설
- 바르버 미니몰(Barber's mini mall)
- 세탁소
- 안토니의 피자(Anthony's Pizza)
- 코이너 미니몰(Coiner mini mall)

## 같이 보기
- 주한 미군의 시설 목록
- USAG 용산
  - 용산 기지
  - 캠프 킴

## 참고
1. ↑  “주한미군, 제17 항공여단 해체”. 뉴스와이어. 2005년 4월 15일. 2014년 4월 16일에 확인함.